# П'єтрасанта
П'єтрасанта (італ. Pietrasanta) — муніципалітет в Італії, у регіоні Тоскана,  провінція Лукка.
П'єтрасанта розташовані на відстані близько 300 км на північний захід від Рима, 85 км на захід від Флоренції, 27 км на північний захід від Лукки.
Населення — 24 157 осіб (2014).
Щорічний фестиваль відбувається 3 лютого. Покровитель — святий Мартин.

## Демографія
Населення за роками:

Станом на 1 січня 2023 року в муніципалітеті офіційно проживало 1346 іноземців з 79 країн, серед них 592 громадяни країн Євросоюзу та 53 громадяни України.

## Сусідні муніципалітети
- Камайоре
- Форте-дей-Мармі
- Монтіньозо
- Серавецца
- Стаццема